# مشرع العين (مشرع العين)
مشرع العين هي إحدى مشيخات المملكة المغربية، تتبع جغرافيا لإقليم تارودانت وإداريًا لمشرع العين. يقدر عدد سكانها بـ 9810 نسمة حسب الإحصاء الرسمي للسكان والسكنى لسنة 2004.